# The Tower (The Walking Dead)
«La Torre» —título original en inglés, The Tower— es el decimoquinto episodio de la décima temporada de la serie de televisión The Walking Dead. Se estrenó el día 3 de abril de 2020 en exclusividad para AMC Premium, por medio de pago para ver el episodio, y el día 5 de abril se estrenó para AMC en todo Estados Unidos. Fue dirigido por Laura Belsey y el guion estuvo a cargo de Kevin Deiboldt y Julia Ruchman. 
Mientras Beta (Ryan Hurst) planea su próximo movimiento para eliminar a los sobrevivientes, las comunidades se preparan para la batalla final de la Guerra de los Susurradores. Mientras tanto, el grupo de Eugene (Josh McDermitt) se encuentra con Juanita "Princesa" Sánchez (Paola Lázaro).
El episodio fue originalmente pensado como el penúltimo episodio de la décima temporada, pero fue el episodio final en ser lanzado antes de que la serie entrara en pausa debido a la pandemia originada por el COVID-19. El episodio final de la temporada planeado, "A Certain Doom", fue demorado debido a retrasos en la posproducción. The Tower sirvió como pseudo final de temporada de la décima temporada. En su cuenta de Twitter, AMC Networks declaró que "la temporada actual finalizará con su 15º episodio el 5 de abril". A Certain Doom finalmente fue lanzado el 4 de octubre de 2020, junto con la confirmación de que la décima temporada incluiría seis episodios extra, que se estrenaron desde el 28 de febrero al 4 de abril de 2021.

## Trama
Princesa se presenta a Eugene, Ezekiel y Yumiko, pero mientras intentan descubrir su personalidad única, aparece un grupo de caminantes. Antes de que puedan detenerla, Princesa usa una ametralladora para eliminar a los caminantes, lo que asusta a los caballos. Princesa se disculpa profusamente y sabe dónde pueden obtener transporte. Comienzan a caminar por la ciudad, pero el trío se da cuenta de que las instrucciones de Princesa son erráticas. En un momento, caminan a través de un campo minado en vivo donde encuentran los restos de sus caballos y Eugene luego se da cuenta de que podrían haber tomado una ruta mucho más rápida. Princesa nuevamente se disculpa, admitiendo que ha estado sola durante tanto tiempo y que solo quería quererla. Ella los lleva a un garaje con transporte —bicicletas— y el grupo se prepara para partir para su reunión con Stephanie. Cambian de opinión y dejan que Princesa se una a ellos.
Beta oye voces en su cabeza y conduce a su horda de caminantes hacia Oceanside a través de Alexandría. Consciente de su enfoque, la mayor parte de Alexandria ha huido a un hospital cercano, con solo Alden y Aaron quedándose para informar sobre los movimientos de Beta a Gabriel a través del walkie-talkie. Mientras esperan, Carol y Kelly buscan partes de radio para Luke y Carol se disculpa con Kelly por lo que sucedió en la cueva; Kelly acepta sus disculpas y cree que Connie sigue viva. Negan intenta disculparse con Lydia por matar a Alpha. Lydia lucha emocionalmente con su ira hacia Negan por el acto, pero también deja salir su odio hacia su madre y los dos se abrazan. Judith viaja con Daryl mientras patrulla, matando a una espía Susurradora. Judith le dice a Daryl que después de la partida de Michonne, ella se ha preocupado más por perder más de su familia. Daryl no puede prometer que nunca se irá, pero le asegura a Judith que ella tiene una familia más grande que solo él.
Las voces en la cabeza de Beta lo dirigen hacia el hospital. Alden y Aaron intentan contactar a Gabriel, pero son capturados por un grupo de Susurradores. Beta y su horda llegan al hospital mediante la ayuda casual de uno de los gatos del hospital que estaba merodeando en los exteriores, mientras Daryl camina con Judith, Gabriel socorre a la ayuda de Daryl mediante el walkie-talkie.

## Producción
A partir de este episodio, Samantha Morton se elimina de los créditos iniciales. Después de la emisión del episodio, The Walking Dead se interrumpió porque posproducción no pudo completarse en el final de la temporada debido a la pandemia de COVID-19. Como tal, "The Tower" sirvió como el final de la (pseudo) décima temporada con el final planeado, "A Certain Doom", fue programado para emitirse como un episodio especial más adelante en 2020.
La cuenta 'AMC Networks a través del Twitter declaró lo siguiente: "Desafortunadamente, los eventos actuales han hecho que sea imposible completar la post-producción del final de la temporada 10 de The Walking Dead, por lo que la temporada actual terminará con su episodio 15 en abril 5. El final planeado aparecerá como un episodio especial más adelante en el año." La escritora Angela Kang declaró que la demora en la post-producción estaba relacionada con la coordinación de los estudios de producción en todo el mundo haciendo su efecto especial antes de que el estado emitiera sus órdenes de cierre que efectivamente cerraron su producción California estudio para combinarlos en el paquete final del episodio.
La escritora Angela Kang declaró que la demora en la posproducción estaba relacionada con la coordinación de los estudios de producción en todo el mundo haciendo su efecto especial antes de que el estado emitiera sus órdenes de cierre que efectivamente cerraron su producción California estudio para combinarlos en el paquete final del episodio.
El exterior del hospital era el mismo utilizado para el Hospital Grady Memorial en quinta temporada, donde Beth Greene (Emily Kinney) estaba cautiva por unos oficiales de policía. Además, se confirmó que Lauren Cohan regresaría como Maggie Greene en "A Certain Doom"; El regreso de Cohan también fue confirmado para la temporada once, nuevamente como parte del elenco principal. Ella dejó la serie debido a compromisos previos que había hecho para la serie  Whiskey Cavalier  antes de firmar para novena temporada; sin embargo, la serie se canceló en 2019.

## Recepción

### Recepción crítica
"The Tower" recibió críticas positivas. En Rotten Tomatoes, el episodio tiene un índice de aprobación del 80% con un puntaje promedio de 6.47 de 10, basado en 15 revisiones. El consenso crítico del sitio dice: "Aunque su miríada de preguntas persistentes sin duda frustrarán a los fanáticos, la introducción de la princesa escandalosamente entretenida da nueva vida a 'TWD' cuando 'The Tower' encuentra que la serie cambia de marcha con gran efecto".
Dustin Rowles de Uproxx elogió el desarrollo del personaje de la princesa (Paola Lázaro) y escribió: "La princesa (que no ha visto a nadie en más de un año) es un poco descabellada ... pero ella es buena gente y hará una gran adición al elenco de The Walking Dead. La amo".
Al escribir para TV Fanatic también elogió el desarrollo de las actuaciones de Lázaro y dijo: "La princesa es una personalidad complicada, pero el programa ha estado tan oscuro que los aspectos cómicos que traerá al espectáculo solo ayuda a cambiar las cosas".
Escribiendo para Tell-Tale TV, Kevin Lever elogió el desempeño de desarrollo de Cailey Fleming (Judith Grimes) durante su revisión y dijo: "Se está haciendo un gran trabajo con Judith que la está desarrollando. el corazón más amable que queda en este mundo". Alyse Wax de Syfy también expresó su crítica y alabó el desarrollo de la actuación de Lazaro y escribió: "Entonces ... creo que amo a la princesa ... Ella es atrevida y valiente y yo soy Me alegro de que se una al elenco".
Matt Fowler de IGN aplaudió la actuación de Lázaro como Princesa y le dio al episodio un 6 sobre 10 y escribió: "Aunque Princesa brilló en su presentación, dando al mundo del espectáculo un personaje más brillante para mostrar," The Tower "fue sigue siendo un capítulo de conexión destinado a atraer el interés hacia todo lo que sucede en el verdadero final".
Erik Kain de Forbes también se sintió cómodo con la actuación de Lázaro y escribió: "Me encanta la locura de Princesa, el horror que se ha convertido en Beta, la promesa de un gran y brutal enfrentamiento final, la Holy Quest que Eugene y su tripulación están comprometidos, prometiendo ampliar el alcance y la profundidad de este mundo para la próxima temporada". Escribiendo para We Live Entertainment, Aaron Neuwirth elogió el episodio y en su reseña escribió que: "Paola Lazaro hace bien en dar vida al personaje de la Princesa". Noetta Harjo de Geek Girl Authority elogió el episodio y escribió: " Esta temporada de The Walking Dead ha sido tan fascinante. Los escritores hicieron un gran trabajo al contar una historia completa y proporcionar suficiente desarrollo de personajes sin alejarse demasiado de esa historia."

### Audiencia
"The Tower" perdió 3,49 millones de espectadores, en comparación con la calificación del episodio anterior.